# Beangrowers
Beangrowers es una banda de indie rock procedente de Malta.

## Historia
El grupo se formó en 1995, cuando Ian Schranz y Mark Sansone, amigos desde la infancia, decidieron crear un grupo musical al que sumarían posteriormente a otra compañera, Alison Galea, como vocalista. La banda comenzó a grabar maquetas ese mismo año, y aprovechando que toda la familia de Ian Schranz era alemana, el grupo decide marcharse un año a Alemania para realizar giras por clubes y locales musicales del país, con el objetivo de ganar una mayor proyección que en Malta no hubieran podido obtener.
En 1999 publican su primer sencillo, Astroboy, con el que consiguen entrar en las listas musicales de la Deutsche Alternative Charts y logran cierto éxito en la escena independiente germana, llegando incluso a actuar y aparecer en cadenas como VIVA Zwei. Asimismo, el grupo llegó a aparecer en otros países como Nueva Zelanda. Esto les lleva a publicar un álbum llamado 48K cuyo segundo single, Genzora, ocupó la quinta posición de la lista de VIVA Zwei. El grupo inició una gira por Alemania, Austria y Suiza incluyendo la apertura del festival PopKom.
En el año 2000 el grupo firmó con la discográfica británica Rough Trade Records, con la que publicó sus álbumes Beangrowers (2001) y Dance Dance Baby. El grupo continuó dando giras por Europa y en el año 2006 fue invitado al festival SXSW de Austin (Texas), regresando al mismo en 2008. Además, una de sus canciones del tercer álbum, titulada The Priest, formó parte de la banda sonora de la película Tierra de abundancia (Land of Plenty) del director Wim Wenders.
En 2008 publicó su cuarto álbum de estudio, titulado Not in a million lovers. La formación confirmó su presencia para el festival Rock im Park 2008 de Nurnberg.

## Miembros
- Alison Galea (vocalista, guitarra, teclado)
- Mark Sansone (bajo)
- Ian Schrantz (batería)

## Discografía
- 48K (1999)
- Beangrowers (2001)
- Dance Dance Baby (2004)
- Not in a million lovers (2008)